# داء المتوارقات
داء المتوارقات (بالإنجليزية: Fasciolopsiasis)‏ هي عدوى تنتج عن الاٍصابة بالمتوارقة البوسكية  (لنكستر 1857 م) وهي من أكثر ديدان الأمعاء البشرية اٍنتشارا (طولها أكثر من 7 سم) [بحاجة لتوضيح].

## العلامات والأعراض
إن معظم الإصابات تكون خفيفة ولا عرضية.
وفي الإصابات الشديدة تتضمن الأعراض ألم بطني وإسهال مزمن وفقر دم وحبن وتجرثم دم واستجابات أرجية.
ينتج التحسس عن امتصاص النواتج الإستقلابية المؤرجة للدودة (والتي يمكن أن تتسبب بالنهاية بموت المريض ) والانسداد المعوي.

## التشخيص
يُعدّ الكشف المجهري للبيوض، أو بشكل نادر للمثقوبات البالغة، في البراز أو القيء أساس التشخيص النوعي. يتعذّر تمييز هذه البيوض عن بيوض المتوِّرقة الكبديّة.

## العامل المسبب
يصيب الطفيلي الحلزون البرمائي مثل :
(Segmentina nitidella
, Segmentina hemisphaerula
, Hippeutis schmackerie
, Gyraulus
, Lymnaea(المَنْقَعِيَّةُ ),
Pila البَيْلاء ( جِنْسٌ مِنَ القَواقِع )
, Planorbis (Indoplanorbis)) المُقَوقَعَةُ المُسْتَوِيَة .
وبعد تحرره من براز العائل الوسطي المصاب تجتاج خليفة الذائبة النباتات المائية مثل السبانخ المائي الذي يؤكل نيئا من قبل الإنسان والخنزير ..
من الممكن ان يكون الماء معدي أيضا عندما يشرب بدون غلي، حيث ان الذوائب المتكيسة يمكن ان تتواجد على سطح الماء وليس فقط على النباتات المائية.

## الوقاية
تحقق الوقاية بسهولة من خلال غمر الخضار بالماء المغلي لبضع ثواني وذلك لقتل خَلاَئِفُ الذَّوَانب المعدية وتجنب استخدام البراز كسماد والمحافظة على الإصحاح المناسب والعادات الصحية الجيدة إضافة لذلك يجب محاولة مراقبة الحلزون.

## العلاج
يعتبر دواء برازيكوانتيل (بالإنجليزية: Praziquantel)‏ الخيار العلاجي الأول وتكون المعالجة فعالة في المراحل الأولى للعدوى وتكون الاصابات الشديدة صعبة العلاج.
اظهرت دراسات فعالية أدوية مختلفة لعلاج الأطفال المصابين بالمتوارقة البوسكية أن الرباعي كلورو ايتيلين (بالإنجليزية: tetrachloroethylene)‏ قادر على انقاص تعداد البيوض في البراز إلى 99%.
ومن مضادات الديدان التي يمكن استخدامها التيابيندازول (بالإنجليزية: thiabendazole)‏ و الميبيندازول (بالإنجليزية: mebendazole)‏ و الليفاميزول (بالإنجليزية: levamisole)‏ و البيرانتيل باموات (بالإنجليزية: pyrantel pamoate)‏.
كما أن الأوكزيكلوزانيد (بالإنجليزية: oxyclozanide)‏ و الهيكساكلوروفين (بالإنجليزية: hexachlorophene)‏ و النتروكزينيل (بالإنجليزية: nitroxynil)‏ ذات فعالية عالية في المعالجة.

## الوبائيات

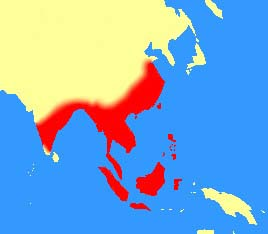
انتشار المتوارقة البوسكية

المتوارقة البوسكية تستوطن قارة آسيا وذلك في كل من الصينوتايوان وجنوب شرق آسيا وأندونيسا وماليزيا والهند ، وتنتشر المتورقة البوسكية بنسبة تزيد عن 60% في كل من الهند والبر الرئيسي للصين، وتقدر أعداد الأشخاص المصابين بها ب10 مليون إصابة . تحدث الإنتانات عادة في الأطفال بعمر المدارس أو في المناطق الفقيرة التي لايوجد فيها أنظمة صرف صحي مناسبة.
أظهرت دراسة أن المتوارقة البوسكية كانت مستوطنة في الجزء المركزي من تايلاند متسببة في إصابة حوالي 2936 شخص بسبب النباتات المائية الملوثة والتي تدعى بأشواك الماء ((بالإنجليزية: water caltrop)‏ ) وبسبب الثوي (الحلزون ) الذي يرافقها .
إن الخمج أو البيوض التي تفقس في البيئة المائية ترتبط بالماء الملوث الموجود في مقاطعات مختلفة من تايلاند مثل منطقة أيوثايا .
إن المعدل المرتفع للإصابات هو أكثر شيوعا عند الإناث وعند الأطفال بعمر 10 إلى 14 سنة.